# أندي ستريت
أندي ستريت (بالإنجليزية: Andy Street)‏ هو شخصية أعمال بريطاني، ولد في 11 يونيو 1963 في بانبوري في المملكة المتحدة.

## وصلات خارجية
- الموقع الرسمي